# Els Bancalons
Els Bancalons és una petita partida rural del terme municipal de Conca de Dalt, a l'antic terme d'Hortoneda de la Conca, al Pallars Jussà, en territori que havia estat del poble d'Hortoneda.
Està situat al sud d'Hortoneda i de Segalars, a l'esquerra de la llau de Catxí, a ponent del Serrat de Segalars i a llevant d'Enquinano.
Consta d'1,2059 hectàrees de pastures i conreus de secà.